# Gare de Poix-de-Picardie
Ne doit pas être confondu avec Gare de Poix-Terron ou Gare de Poix-Saint-Hubert.
La gare de Poix-de-Picardie est une gare ferroviaire française située sur le territoire de la commune de Poix-de-Picardie, dans le département de la Somme, en région Hauts-de-France.
Elle est mise en service en 1867, par la Compagnie des chemins de fer du Nord.
C'est une halte de la Société nationale des chemins de fer français (SNCF), desservie par des trains du réseau TER Hauts-de-France.

## Situation ferroviaire
Cette gare est située au point kilométrique 30,286 de la ligne de Saint-Roch à Darnétal-Bifurcation. Son altitude est de 139 mètres.

## Histoire

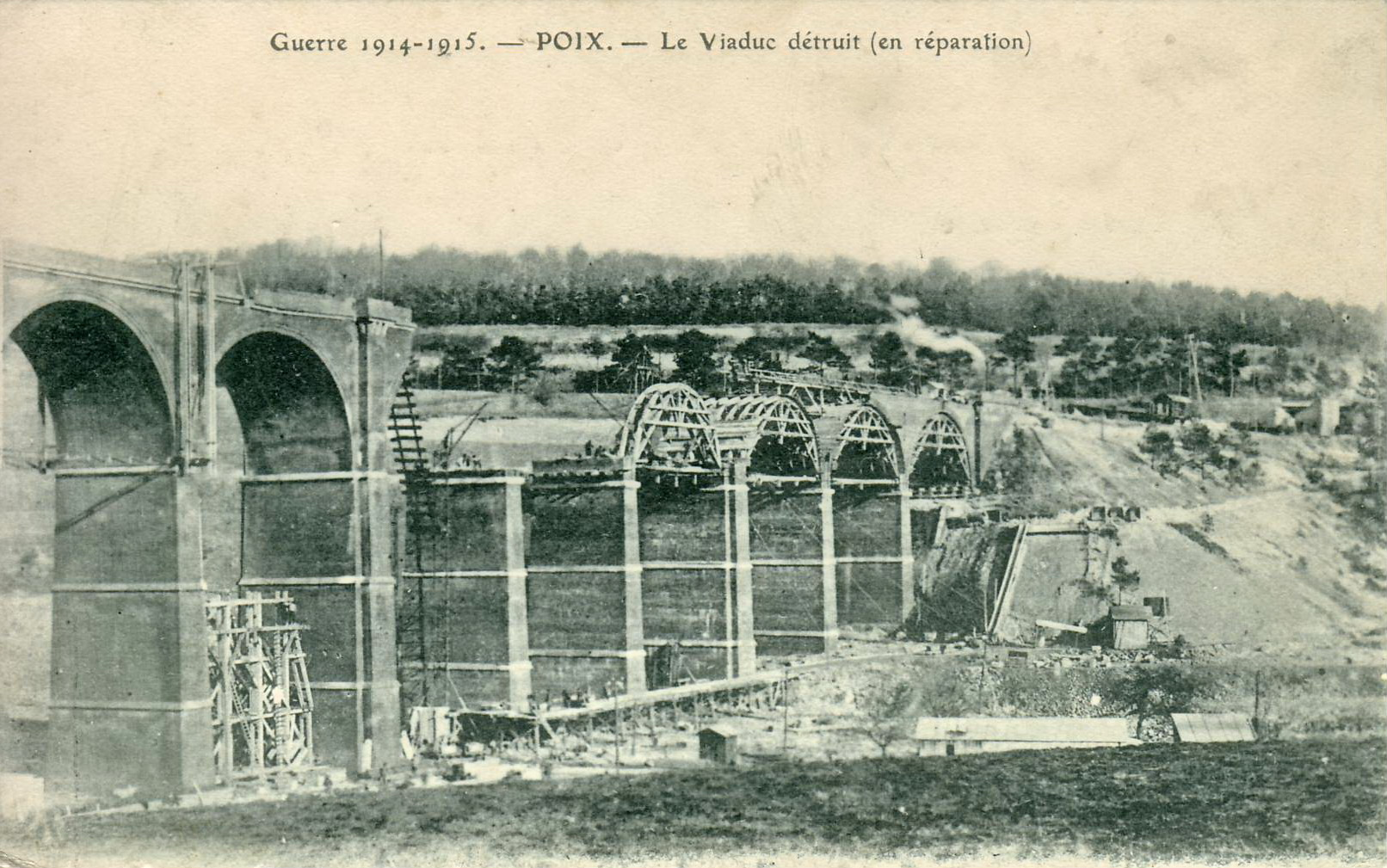
Le viaduc de Poix, situé non loin de la gare, a été une cible lors des deux guerres mondiales.

La station de Poix est mise en service le 18 avril 1867 par la Compagnie des chemins de fer du Nord, lors de l'ouverture de l'exploitation aux voyageurs de la ligne d'Amiens à Rouen. L'ouverture du service des marchandises a lieu le 26 avril.
En 2018, selon les estimations de la SNCF, la fréquentation annuelle de la gare est de 101 516 voyageurs. Ce nombre s'est élevé à 111 291 pour 2017, 104 575 en 2016 et 99 111 en 2015.

## Service des voyageurs

### Accueil
La gare fait partie des nombreuses gares de faible importance présente sur les 139 km de la ligne. Elle n'a plus de personnel, et les billets sont délivrés par un automate situé sur le quai 1.

### Desserte
Elle est desservie par des trains du réseau TER Hauts-de-France, sur les relations d'Amiens à Abancourt ou Rouen, ainsi que de Lille à Rouen.

## Service des marchandises
Cette gare est ouverte au service du fret.

## Au cinéma et à la télévision
La ligne a accueilli en 1968 le tournage des scènes ferroviaires du film Le Cerveau de Gérard Oury, avec Bourvil, Jean-Paul Belmondo et David Niven.
Elle a également accueilli le tournage d'une publicité de 2004 de la SNCF pour la sécurité des voyageurs, tournée sur le viaduc de Poix-de-Picardie. Mathieu Kassovitz en est le réalisateur.